# Kontrast (lys)
Kontraster kan enten beskrives som forskelle i belysningsstyrke mellem tilgrænsende områder (luminanskontrast), for eksempel sorte bogstaver på hvid bund, eller som forskelle i farve (farvekontrast).
| Fysik | Spire Denne artikel om fysik er en spire som bør udbygges. Du er velkommen til at hjælpe Wikipedia ved at udvide den. |